# Gran Premio de Alemania de Motociclismo de 1969
El Gran Premio de Alemania de Motociclismo de 1969 fue la segunda prueba de la temporada 1969 del Campeonato Mundial de Motociclismo. El Gran Premio se disputó el 11 de mayo de 1969 en el Circuito de Hockenheim.

## Resultados 500cc
Al igual que en la carrera de 350cc, Agostini también mejoró el récord del circuito en la carrera de 500cc. Ganó sin oposición. Karl Hoppe quedó en segundo lugar con su Métisse - URS, pero ya estaba a más de una vuelta de retraso. Jack Findlay (LinTo) terminó tercero.
| Pos.    | Piloto              | Equipo      | Tiempo       | Pts. |
| ------- | ------------------- | ----------- | ------------ | ---- |
| 1       | Giacomo Agostini    | MV Agusta   | 1h 07' 20" 1 | 15   |
| 2       | Karl Hoppe          | Metisse-URS | +1 Vuelta    | 12   |
| 3       | Jack Findlay        | LinTo       | +1 Vuelta    | 10   |
| 4       | John Dodds          | LinTo       | +1 Vuelta    | 8    |
| 5       | Robin Fitton        | Norton      | +1 Vuelta    | 6    |
| 6       | Gyula Marsovszky    | LinTo       | +2 Vueltas   | 5    |
| 7       | Gilberto Milani     | Aermacchi   | +2 Vueltas   | 4    |
| 8       | Kel Carruthers      | Aermacchi   | +2 Vueltas   | 3    |
| 9       | Godfrey Nash        | Norton      | +2 Vueltas   | 2    |
| 10      | Ron Chandler        | Seeley      | +2 Vueltas   | 1    |
| 11      | Ferdinand Kaczor    | BMW         | +2 Vueltas   |      |
| 12      | Dan Shorey          | Seeley      | +2 Vueltas   |      |
| 13      | Armand Nerger       | Honda       | +2 Vueltas   |      |
| 14      | Heinrich Rosenbusch | Norton      | +2 Vueltas   |      |
| 15      | Hans-Otto Butenuth  | BMW         | +2 Vueltas   |      |
| 16      | Rupert Bauer        | BMW         | +2 Vueltas   |      |
| 17      | Rolf Thiemig        | Norton      | +2 Vueltas   |      |
| 18      | Willi Bertsch       | Honda       | +2 Vueltas   |      |
| Ret     | Alberto Pagani      | LinTo       | Ret          |      |
| Ret     | György Kurucz       | Norton      | Ret          |      |
| Ret     | Bosse Granath       | Seeley      | Ret          |      |
| Ret     | Walter Scheimann    | Norton      | Ret          |      |
| Ret     | Angelo Bergamonti   | Paton       | Ret          |      |
| Ret     | Maurice Hawthorne   | LinTo       | Ret          |      |
| Ret     | Otto Labitzke       | BMW         | Ret          |      |
| Ret     | Billie Nelson       | Paton       | Ret          |      |
| Ret     | Paul Eickelberg     | Norton      | Ret          |      |
| Ret     | Albert Hund         | Norton      | Ret          |      |
| Fuente: |                     |             |              |      |

## Resultados 350cc
La carrera de 350 cc no pudo haber duelo entre Renzo Pasolini y Giacomo Agostini, porque el primero se rompió una clavícula en los entrenamientos. Rodney Gould (Yamaha TR 2) salió rápido pero pronto fue superado por Agostini, que mejoró el antiguo récord del circuito de Mike Hailwood. La Jawa de Bill Ivy no tuvo problemas mecánicos y terminó segundo, aún en la misma vuelta que "Ago". František Šťastný terminó tercero con otra Jawa.
| Pos. | Piloto            | Moto      | Tiempo     | Pts. |
| ---- | ----------------- | --------- | ---------- | ---- |
| 1    | Giacomo Agostini  | MV Agusta | 51' 58" 7  | 15   |
| 2    | Bill Ivy          | Jawa      | +20" 2     | 12   |
| 3    | František Šťastný | Jawa      | +1 Vuelta  | 10   |
| 4    | Jack Findlay      | Yamaha    | +1 Vuelta  | 8    |
| 5    | Giuseppe Visenzi  | Yamaha    | +1 Vuelta  | 6    |
| 6    | Kel Carruthers    | Aermacchi | +2 Vueltas | 5    |
| 7    | Bohumil Staša     | ČZ        | +2 Vueltas | 4    |
| 8    | Karel Bojer       | ČZ        | +2 Vueltas | 3    |
| 9    | Gordon Keith      | Yamaha    | +2 Vueltas | 2    |
| 10   | Dave Simmonds     | Kawasaki  | +2 Vueltas | 1    |
| 11   | Ginger Molloy     | Bultaco   | +2 Vueltas |      |
| 12   | Rob Fitton        | Norton    | +2 Vueltas |      |
| 13   | John-Tom Findlay  | Yamaha    | +2 Vueltas |      |
| 14   | Jim Curry         | Aermacchi | +2 Vueltas |      |
| 15   | Walter Sommer     | Aermacchi | +2 Vueltas |      |
| 16   | Günther Fischer   | Aermacchi | +2 Vueltas |      |
| 17   | Paul Eickelberg   | Aermacchi | +2 Vueltas |      |
| 18   | Willi Bertsch     | Aermacchi | +2 Vueltas |      |
| 19   | Helmut Schmitz    | Aermacchi | +2 Vueltas |      |
| Ret  | Karl Hoppe        | Yamaha    | Ret        |      |

## Resultados 250cc
En el cuarto de litro, fue muy accidentada. De 35 participantes tan solo llegaron 13 a la línea de meta. Los pilotos más importantes abandonaron: Heinz Rosner (MZ), Santiago Herrero (OSSA), Dieter Braun (MZ) y László Szabó (MZ). Finalmente, Kent Andersson ganó la carrera, Lothar John (Yamaha) quedó segundo y Klaus Huber (Yamaha), tercero.
| Pos. | Piloto              | Moto      | Tiempo    | Pts. |
| ---- | ------------------- | --------- | --------- | ---- |
| 1    | Kent Andersson      | Yamaha    | 57' 18" 3 | 15   |
| 2    | Lothar John         | Yamaha    | +8" 3     | 12   |
| 3    | Klaus Huber         | Yamaha    | +1' 12" 9 | 10   |
| 4    | Frank Perris        | Suzuki    | +1' 26" 1 | 8    |
| 5    | Toni Gruber         | Yamaha    | +1' 35" 8 | 6    |
| 6    | Angelo Bergamonti   | Aermacchi | +1' 36" 9 | 5    |
| 7    | Reinhard Scholtis   | Kawasaki  |           | 4    |
| 8    | Siegfried Lohmann   | Suzuki    |           | 3    |
| 9    | Billie Nelson       | Yamaha    |           | 2    |
| 10   | František Šťastný   | Jawa      |           | 1    |
| Ret  | Rodney Gould        | Yamaha    | Ret       |      |
| Ret  | Santiago Herrero    | OSSA      | Ret       |      |
| Ret  | Dieter Braun        | MZ        | Ret       |      |
| Ret  | Heinz Rosner        | MZ        | Ret       |      |
| Ret  | Giuseppe Visenzi    | Yamaha    | Ret       |      |
| Ret  | László Szabó        | MZ        | Ret       |      |
| Ret  | Siegfried Möhringer | MZ        | Ret       |      |
| DNS  | Renzo Pasolini      | Benelli   | DNS       |      |

## Resultados 125cc
En el octavo de litro, Cees van Dongen se retiró. La batalla por el primer lugar estuvo entre Dave Simmonds (Kawasaki) y Dieter Braun (Suzuki), ques se convirtieron en primero y segundo respectivamente. Heinz Rosner (MZ) perdió su tercer lugar en el último minuto a Heinz Kriwanek (con una autoconstrucción Rotax). El motor de Rosner se había gripado, pero mantuvo la quinta posición. Dieter Braun había comprado el Suzuki RT 67 de Hans Georg Anscheidt por 35,000 florines. Cees van Dongen también tenía un Suzuki gemela similar, pero era un año mayor. Van Dongen, sin embargo, recibió el apoyo de Henk Viscaal, quien también había comprado todas las piezas de repuesto de Anscheidt. Dieter Braun también se enteró: se vio obligado a vender su Suzuki a Viscaal, con la condición de que se le permitiera montarlo en 1969.
| Pos. | Piloto              | Moto      | Tiempo    | Pts. |
| ---- | ------------------- | --------- | --------- | ---- |
| 1    | Dave Simmonds       | Kawasaki  | 44' 13" 5 | 15   |
| 2    | Dieter Braun        | Suzuki    | +2" 2     | 12   |
| 3    | Heinz Kriwanek      | Rotax     | +2' 27" 6 | 10   |
| 4    | Lothar John         | MZ        | +2' 29" 7 | 8    |
| 5    | Heinz Rosner        | MZ        | +2' 31" 5 | 6    |
| 6    | Jan Huberts         | MZ        | +1 Vuelta | 5    |
| 7    | Walter Scheimann    | Villa     | +1 Vuelta | 4    |
| 8    | Ryszard Mankiewicz  | MZ        | +1 Vuelta | 3    |
| 9    | Börje Jansson       | Maico     | +1 Vuelta | 2    |
| 10   | Kel Carruthers      | Aermacchi | +1 Vuelta | 1    |
| Ret  | László Szabó        | MZ        | Ret       |      |
| Ret  | Manfred Bernsee     | Maico     | Ret       |      |
| Ret  | Cees van Dongen     | Suzuki    | Ret       |      |
| Ret  | Kent Andersson      | Maico     | Ret       |      |
| Ret  | Walter Villa        | Montesa   | Ret       |      |
| Ret  | Siegfried Möhringer | MZ        | Ret       |      |

## Resultados 50cc
En la categoría de menor cilindrada, después de Gran Premio de España, Jan Thiel pronto descubrió la causa del mal funcionamiento del Jamathi de Paul Lodewijkx y con buen ánimo fueron a Hockenheim. Sin embargo, Paul entrenó muy mal y su motor se averió nuevamente. Para los Países Bajos y Kreidler fue nuevamente un éxito: Aalt Toersen ganó de nuevo, Jan de Vries quedó en segundo lugar y Barry Smith acabó tercero. Después de la carrera, el equipo de Derbi protestó nuevamente (después de la exitosa protesta contra Jamathi de Paul Lodewijkx en 1968). Esta vez se tuvo que pesar el Tomos de Gilberto Parlotti para verificar si se logró el peso mínimo de 60 kg.
| Pos. | Piloto               | Moto              | Tiempo     | Pts. |
| ---- | -------------------- | ----------------- | ---------- | ---- |
| 1    | Aalt Toersen         | Van Veen-Kreidler | 44' 28" 7  | 15   |
| 2    | Jan de Vries         | Van Veen-Kreidler | +1' 19" 3  | 12   |
| 3    | Barry Smith          | Derbi             | +2' 06" 2  | 10   |
| 4    | Winfried Reinhard    | Reimo             | +2' 55" 3  | 8    |
| 5    | Gilberto Parlotti    | Tomos             | +1 Vuelta  | 6    |
| 6    | Ludwig Fassbender    | Kreidler          | +1 Vuelta  | 5    |
| 7    | Janko-Florijan Štefe | Tomos             | +1 Vuelta  | 4    |
| 8    | Herbert Denzler      | Kreidler          | +1 Vuelta  | 3    |
| 9    | Rudolf Schmälzle     | Kreidler          | +1 Vuelta  | 2    |
| 10   | Gerhard Thurow       | Kreidler          | +2 Vueltas | 1    |
| 11   | Bruno Veigel         | Honda             | +3 Vueltas |      |
| Ret  | Santiago Herrero     | Derbi             | Ret        |      |
| Ret  | Ángel Nieto          | Derbi             | Ret        |      |
| Ret  | Paul Lodewijckx      | Jamathi           | Ret        |      |
| Ret  | Rudolf Kunz          | Kreidler          | Ret        |      |